# Blanc de noirs
Blanc de noirs (ungefär vit från svarta) är ett mousserande vin eller vitt vin gjort på endast "svarta" (det vi på svenska vanligen betecknar blå) vindruvor. Benämningen kommer sig av att man i Champagne utnyttjar såväl blå som gröna druvsorter. Champagne som enbart görs på blå druvsorter betecknas därför Blanc de Noirs. Ofta är Champagne Blanc de noirs gjord på 100% Pinot Noir, men beteckningen betyder bara att blå druvsorter används, så det kan vara en blandning av Pinot Noir och Pinot Meunier eller (i mycket sällsynta fall) ren Pinot Meunier. Det förekommer även att andra mousserande viner, eller vita viner, lånar denna beteckning.
Det är möjligt att framställda vitt vin ur blå druvor genom att färgpigmentet antocyanin som ger vinet dess färg finns i druvskalet, medan fruktköttet som ger druvmusten är i det närmaste färglöst. Genom att snarast efter pressningen avlägsna skalen från musten fås ett vitt, eller mycket svagt färgat vin.
"Motsatsen" till Blanc de noirs är Blanc de blancs.